# Bettina Schünemann
Bettina Schünemann (* 1961 in Barßel, Kreis Cloppenburg) ist eine deutsche Malerin und Objektkünstlerin.

## Leben
Sie wuchs in Barßel auf. 1981 bis 1988 studierte sie Kunst an der Hochschule für Bildende Künste Braunschweig bei Lienhard von Monkiewitsch und HP Zimmer und absolvierte anschließend ein Referendariat am Staatlichen Studienseminar in Lüneburg. Seit 1990 arbeitet sie freischaffend, zunächst in Berlin und seit 1994 in Suhl und Gotha.

## Werk
Bei ihren Arbeiten führt Schünemann gerne verschiedene Farben und Stoffe in sich oft überlagernden Schichten zusammen. Dabei kontrastiert sie z. B. Materialien wie Sand, Holz, Textilien oder Schelllack mit Hochglanzfotos oder Folien. Die Möglichkeiten der Oberfläche werden ausgereizt.
Schwerpunkt ihrer Arbeit ist die „Sicht auf die Welt“. Dabei verwendet sie zum einen Kartenmaterial, dessen Farbflächen und die Verästelungen von Flussläufen und Straßen verarbeitet werden. Zum anderen spielt die Form des Kreises eine große Rolle – als ideale Form an sich, als Welt-Form und auch in ihrer zyklischen Eigenschaft. In diesem inhaltlichen und formalen Kontext entstanden Reihen von Malerei auf Leinwand, Aquarellen, Collagen, Assemblagen und Leuchtkästen.

„Das Besondere am ersten Mondflug war nicht so sehr, den Trabanten zum ersten Mal zu betreten, sondern die Sicht auf die Erde.“

## Ausstellungen
- 1994 Flor de Debò, ACC-Galerie Weimar
- 1995 Fair is foul and foul is fair, Bilder zu Shakespeare, Deutsches Nationaltheater Weimar
- 1996 Malerei, Galerie Peters-Barenbrock, Braunschweig
- 2002 Malerei, Galerie im Kunsthaus Erfurt
- 2003 Berührungen, Installation im Kreuzgang des Augustinerklosters Gotha
- 2004 Weitere Aussichten, Ranis und Jena
- 2007 Gesichter der Passion, Kulturhaus Helferei, Zürich
- 2007 Über Wasser-unter Wasser, Bahnhofsverein Westerstede
- 2009 Berührungen, Installation, 32. evangelischen Kirchentag in Bremen
- 2010 Maps, Malerei, Oldenburgische Landschaft, Sozialgericht Oldenburg
- 2011 Circulation, Kunstraum Siebert, Lübeck
- 2012 Malerei, Bildhauerei, Kunst in der Magistrale, (mit Robert Krainhöfner), Universitätsklinikum Jena
- 2013 Road, Galerie auf Zeit, Braunschweig
- 2014 Installation Malerei, Fotografie, (mit Gudrun Wiesmann), Speicher Erfurt
- 2015 11.0333/E11°2'0"-50.0833/N50°59'0", VBK-Galerie Erfurt
- 2015 Mein Garten Eden, Erfurter Kunstverein (Beteiligung)
- 2016 Zwei Meter unter Null, Kunsthalle Wilhelmshaven (Beteiligung)
- 2016 Target, Kunstverein Jahnstraße, Braunschweig (Beteiligung)
- 2016 aus:zeichnen, xpon-gallery Hamburg (Beteiligung)
- 2016 Places, Kunstverein Jahnstraße, Braunschweig (Beteiligung)
- 2017 Höhler-Biennale Gera (Beteiligung)

## Publikationen
- Marianne Pitzen, Gudrun Angelis (Hrsg.): Kunstmesse im Frauenmuseum Katalog 15, Bonn 2005, S. 49 u. 82 f, Katalog 17, Bonn 2007, S. 45 u. 81.
- Joachim Poznanski (Hrsg.), Kunstprojekte e. V.: Bildende Kunst in Thüringen, ein Kunstführer, Leipzig 2008. S. 200.
- Verband Bildender Künstler Thüringen e. V. (Hrsg.): Anlass Bauhaus, Erfurt 2009, S. 88 f.
- Verband Bildender Künstler Thüringen e. V. (Hrsg.), Hendrik Neukirchner (Text), Ulrich Fischer (Fotografie): Entdeckungen in der Thüringer Kunstlandschaft, in: Kunstpfade, Erfurt 2010, S. 66–68.
- Erfurter Kunstverein (Hrsg.): Mein Garten Eden, Erfurt 2015.

## Auszeichnungen
- 2008 und 2013 Stipendien der Kulturstiftung des Freistaates Thüringen